# Коттхауз, Ева
Ева Анна Коттхауз (нем. Eva Anna Kotthaus; 19 мая 1932, Дюссельдорф — 22 апреля 2020) — немецкая актриса
 театра, кино и телевидения.

## Биография
В 1951-1953 годах изучала актёрское мастерство в Мюнхене. Дебютировала на сцене Тюбингенского государственного театра в 1954 году. Затем выступала на разных сценах, в том числе Немецкого театра в Берлине. В 1959/60 годах — актриса Баварского государственного театра, с 1961 по 1964 год — Муниципальных театров Франкфурта. 
Помимо многочисленных выступлений в театре, часто снималась в кино. Дебютировала на киноэкране в 1954 году. Снялась в около 40 кино- и телефильмов.
В 1956 году получила немецкую кинопремию — Серебряную киноленту в категории «Лучшая молодая актриса» за роль Анны Камински в фильме «Небо без звёзд». 

## Избранная фильмография
- 1991 — Одно дело на двоих — фрау Шультайс
- 1978—1995 — Деррик  —  Лиана Баслер; Ханна Лабё; Марта Хауке; фрау Мертенс; фрау Шерер; Роза Хагеманн; фрау Шлёр; фрау Гольц
- 1959 — История монахини — сестра Мария
- 1957 — Прощай, оружие! — медсестра родильного отделения
- 1957 — Год рождения 1921 — Кете
- 1955 — Небо без звёзд — Анна Камински
- 1955 — Дьявол из Мюхленберга — Анна
- 1954 — Непобедимые — Марика Бранд